# Ejido Santa Cruz Atzcapozaltongo
Ejido Santa Cruz Atzcapozaltongo är en ort i Mexiko.   Den ligger i kommunen Toluca och delstaten Mexiko, i den sydöstra delen av landet, 60 km väster om huvudstaden Mexico City. Ejido Santa Cruz Atzcapozaltongo ligger 2 632 meter över havet och antalet invånare är 275.
Terrängen runt Ejido Santa Cruz Atzcapozaltongo är lite kuperad. Runt Ejido Santa Cruz Atzcapozaltongo är det mycket tätbefolkat, med 2 103 invånare per kvadratkilometer. Närmaste större samhälle är Toluca, 5,6 km söder om Ejido Santa Cruz Atzcapozaltongo. Runt Ejido Santa Cruz Atzcapozaltongo är det i huvudsak tätbebyggt.